# Szymon Apostoł
Szymon Apostoł zwany Kananejczykiem lub Gorliwym, gr. Ζηλωτής 'dzelotes', ap. Szymon Zelotes, cs. Apostoł Simon Ziłot – jeden z 12 apostołów, męczennik, święty Kościoła katolickiego i prawosławnego.

## Życiorys
Szymon jest najmniej znanym członkiem apostolskiego grona, nie wiadomo o nim nic pewnego oprócz faktu, iż został policzony z Dwunastoma Apostołami (Łk. 6,15; Dz 1,13). Ewangelia wspomina o nim trzy razy. 
Mateusz i Marek dają mu przydomek Kananejczyk (Mt 10,4; Mk 3,18). Obecnie egzegeza widzi w słowie Kananejczyk raczej znaczenie „gorliwy” (jest to jedno z dopuszczalnych filologicznie tłumaczeń). Łukasz wprost daje Szymonowi przydomek Zelotes, czyli Gorliwy.
Alternatywną interpretacją „Zelotes” jest potencjalna przynależność Szymona do Zelotów.
Średniowieczna tradycja podaje, iż Szymon głosił Ewangelię wraz z apostołem św. Judą Tadeuszem po całej Afryce Północnej od Egiptu do Mauretanii i że w swych podróżach dotarł nawet do Wysp Brytyjskich, gdzie poniósł śmierć męczeńską.
Według średniowiecznych żywotów świętych Szymon Zelota został zabity w Persji albo przez ukrzyżowanie, albo „rozcięcie piłą na dwoje” razem ze św. Judą. Jako przypuszczalne miejsce ich śmierci podaje się Edessę (obecnie Şanlıurfa), Persję oraz Kaukaz. W tradycji prawosławnej za miejsce pochówku uważa się świątynię w okolicy Nowego Atonu w Abchazji. 
Relikwie
Relikwie św. Szymona znajdują się w kaplicy św. Szymona i św. Judy (współcześnie jest także kaplicą Najświętszego Sakramentu) w bazylice św. Piotra, a także w katedrze w Tuluzie.
Dzień obchodów
W Kościele katolickim jego święto liturgiczne obchodzone jest 28 października, razem ze św. Judą Tadeuszem.
Cerkiew prawosławna wspomina apostoła Szymona dwukrotnie:
- 10/23 maja[c], tj. 23 maja według kalendarza gregoriańskiego,
- 30 czerwca/13 lipca, tj. 13 lipca (Sobór dwunastu apostołów).

Patronat
Szymon Apostoł jest patronem: farbiarzy, garncarzy, garbarzy, spawaczy oraz diecezji siedleckiej.
Ikonografia
W ikonografii Wschodu apostoł przedstawiany jest jako starszy mężczyzna z krótkimi, siwiejącymi włosami (rzadziej z bardzo zaawansowaną łysiną) i krótką brodą, ubrany w typowe dla apostołów szaty: paliusz, tunikę i sandały. Prawą dłoń ma złożoną w geście błogosławieństwa, w lewej najczęściej trzyma zwinięty zwój. Najczęściej występuje w gronie innych apostołów na ikonach przedstawiających epizody z życia Chrystusa.
Sztuka zachodnia przedstawia go odmiennie: ma dłuższe, ciemne włosy i kędzierzawą brodę, a paliusz zastępuje peleryna z kapturem. Jego atrybutami są tam: księga, kotwica, palma i (drewniana) piła (którą miał być rozcięty), topór i włócznia.